# Acrocera subfasciata
Acrocera subfasciata är en tvåvingeart som beskrevs av John Obadiah Westwood 1848. Acrocera subfasciata ingår i släktet Acrocera och familjen kulflugor. Inga underarter finns listade i Catalogue of Life.